# José Mosquera
José Esteban Mosquera Murillo (ur. 13 stycznia 2002) – kolumbijski zapaśnik walczący w stylu klasycznym. Wicemistrz panamerykański w 2023; czwarty w 2021. Brązowy medalista igrzysk boliwaryjskich w 2022 roku.